# Estació del Nord (PortAventura)
Estació del Nord és una atracció de PortAventura Park on s'imita un tren del segle xix; recorre la majoria del parc.

## Argument[calcitació]
El tren espera els passatgers en una estació típica catalana per fer un tomb i arribar a SésamoAventura i Penitence, Far West creuant totes les àrees.

## Curiositats[calcitació]
Els trens de vapor de ferrocarril són realment de vapor, una reproducció de les locomotores del segle xix als Estats Units d'Amèrica. Cada locomotora pesa 28 tones. De vegades funciona un tren sol.

## Recorregut[calcitació]
El tren que surt des de l'Estació del Nord passa per darrere del volcà Tutuki Splash, per un poblat polinesi, per sota del Dragon Khan, per sota de la Gran Muralla Xinesa, passa pel mig de El Diablo - Tren de la Mina i per darrere de les cases del Far West fins a arribar a la Penitence Station.

## Tematització[calcitació]
L'estació està tematitzada en les típiques estacions dels pobles mediterranis, amb el seu rellotge, la finestreta de venda de bitllets, la marquesina, etc.